# 自由与进步党 (比利时德语社群)
自由与进步党（德語：Partei für Freiheit und Fortschritt，简称PFF）是比利时德语社群的一个地方性自由主义政党。该党仍然保留着上世纪原自由与进步党的德文名称，并且是革新运动的成员之一。